# Matilda Vinberg
Matilda Liv Vinberg (* 16. März 2003 in Stockholm) ist eine schwedische Fußballspielerin. Seit Januar 2024 steht die offensive Mittelfeldspielerin bei Tottenham Hotspur unter Vertrag. Seit 2022 ist sie zudem schwedische Nationalspielerin.

## Karriere

### Vereine
Vinberg begann ihre Karriere in ihrer Heimatstadt beim Stockholmer Stadtteil-Verein Enskede IK. Dort rückte sie 2018 nach sieben Jahren in den Jugendmannschaften in den Profikader auf. In diesem konnte sie in der drittklassigen schwedischen Division 1 mit 18 Toren in drei Saisons auf sich aufmerksam machen und schloss sich 2021 dem frisch in die höchste schwedische Spielklasse aufgestiegenen Hammarby IF an. Dort wurde sie 2022 zur Spielerin der Saison gewählt. Mit Hammarby konnte Vinberg 2022/23 den schwedischen Fußballpokal gewinnen. Beim 3:0-Finalsieg gegen BK Häcken am 6. Juni 2023 stand Vinberg in der Startelf, wurde zur Halbzeit aber ausgewechselt. Im selben Jahr konnte sie mit ihrem Verein zum ersten Mal seit 38 Jahren den schwedischen Meistertitel erringen. Hierzu trug Vinberg mit sieben Toren in 22 Ligaspielen maßgeblich bei. Ihren im Dezember 2023 auslaufenden Vertrag verlängerte sie indes nicht, sondern wagte den Sprung ins Ausland und schloss sich Tottenham Hotspur an. Hier erzielte sie am Tag nach ihrem 21. Geburtstag mit dem 1:0-Siegtreffer gegen Leicester City ihren ersten Treffer in der englischen Super League.

### Nationalmannschaft
Vinberg absolvierte einige Spiele für schwedische Nachwuchsmannschaften. Ihr Debüt in der schwedischen A-Nationalmannschaft gab sie am 12. November 2022 bei einer 4:0-Niederlage gegen Australien. Ihren ersten Treffer für Schweden erzielte sie am 28. Februar 2024 beim 5:0-Sieg im Nations-League-Spiel gegen Bosnien-Herzegowina.